# Озерецковский, Николай Яковлевич
Никола́й Я́ковлевич Озерецко́вский (1 (12) июля 1750, село Озерецкое, Дмитровского уезда, Московской губернии — 28 февраля (12 марта) 1827, Санкт-Петербург) — русский учёный-энциклопедист, естествоиспытатель, член Петербургской Академии наук (1782) и Российской академии (1783).

## Биография
Родился в семье священника Якова Озерецковского. Брат первого по времени обер-священника армии и флота Павла Яковлевича Озерецковского и переводчика, священника Кузьмы Яковлевича Озерецковского. В семилетнем возрасте был определён в семинарию Троице-Сергиевой лавры, где обучался в течение десяти лет.
В 1768 году в числе лучших семинаристов отправлен в Академическую гимназию и 8 июня был включён в академическую экспедицию Петербургской академии наук по изучению производительных сил России. В этой экспедиции он был помощником академика Ивана Ивановича Лепёхина. Лепёхин нередко поручал Озерецковскому самостоятельные изыскания (им исследовался Кольский уезд Архангельской губернии). В экспедиции Озерецковский состоял по 15 декабря 1773 года.
В 1773 году Лепёхин посетил Белоруссию и Лифляндию, где собирал материалы о состоянии хозяйства, быте населения, природе. К его отчёту о поездке прилагался список 433 видов растений, собранных в окрестностях Витебска участником экспедиции Н. Я. Озерецковским.
В 1774 году был направлен Академией наук для продолжения образования в Лейденский университет, а затем в Университет Страсбурга, где получил степень доктора медицины. В 1776 году он отправил в академию свою работу «De muscis».
Вернувшись в Санкт-Петербург весной 1779 года, Озерецковский был назначен адъюнктом по естественной истории Академии наук и помощником академика И. А. Гюльденштедта. 22 апреля (2 мая) 1782 года посетил Пятигорье вместе со своим подопечным — внебрачным сыном Екатерины II Алексеем Григорьевичем Бобринским. В 1782 году по указу Екатерины II назначен академиком, а в 1792 году пожалован орденом Святого Владимира IV степени, став одним из первых российских учёных, отмеченных государственной наградой. 
Вместе с Д. И. Фонвизиным, Г. Р. Державиным и другими авторами принял участие в составлении первого толкового словаря русского языка.
Большое значение для науки имели путешествия и исследования Озерецковским Онежского (1785) и Ладожского (1812) озёр, озера Ильмень (1805), верховий Волги, озера Селигер (1814). С Озерецковского отсчитывается хронология археологического изучения Новгородской округи. В 1814 году Озерецковский установил место истока Волги.
Озерецковский собрал обширный естественнонаучный, этнографический и статистический материал. Опубликовал около ста научных трудов по ботанике, зоологии, географии, медицине, русскому языку и словесности. Являлся редактором периодических изданий — «Собрание сочинений, выбранных из месяцеслова», «Периодические сочинения об успехах народного просвещения» и других. Преподавал естественную историю в Академической гимназии, русский язык и словесность в Сухопутном шляхетском корпусе.
Последний директор единого Академического музея (Кунсткамеры), которым он руководил вплоть до своей кончины 28 февраля (12 марта) 1827 года.
Похоронен на Смоленском православном кладбище в Санкт-Петербурге.

## Награды
- 21 декабря 1801 года пожалован орденом Святой Анны II степени,
- 16 марта 1826 года жалован дипломом на потомственное дворянское достоинство[7].

## Семья
- Сын — чиновник, военный, дипломат, промышленник, путешественник и писатель-документалист Яков Николаевич Озерецковский (1804—1864).